# Список заслуженных артистов Таджикской ССР
Список заслуженных артистов Таджикской ССР
Ниже приведён список заслуженных артистов Таджикской ССР по годам присвоения звания.

## 1930-е

### 1939
- Касымов, Мухаммеджан (1907—1971), актёр театра и кино
- Менглет, Георгий Павлович (1912—2001), актёр театра и кино[1]
- Фазылова, Туфа Фазыловна (1917—1985), оперная певица (сопрано)

## 1940-е

### 1941
- Ахмедов, Ходжи (1910—1989), певец
- Муллокандов, Анвар (1911—1996), оперный певец

### 1942
- Александр Григорьевич Ширшов  (1914—1987), актёр театра и кино

### 1943
- Павел Михайлович Суханов (1911—1974), театральный и кино-актёр[2]
- Лидия Петровна Сухаревская (1909—1991), сценарист, актриса театра и кино

### 1944
- Гурецкая, Кира Яковлевна (1910—1993), актриса ленинградского Театра комедии [3]
- Флоринский, Глеб Андреевич (1906-1967), актёр ленинградского Театра комедии
- Ханзель, Иосиф Александрович (1909—1985), актёр ленинградского Театра комедии[4]

### 1945
- Олег Павлович Солюс (1915—1976), актёр и режиссёр Московского театра Сатиры[5].
- Насырова, Ашура (1924-2011), танцовщица

### 1946
- Гуломалиев, Гуломхайдар (1904—1961), музыкант, балетмейстер, хореограф и композитор
- Исхакбаев, Юно (1909—1992), певец

### 1948
- Куэнова, Фотима Нисоновна (1926—2021), оперная певица (лирическое сопрано) театра «Шашмаком»[6]

## 1950-е
- Бабадостов, Яков Абаевич (1925—?), руководитель ансамбля  «Шашмаком», композитор, исполнитель на таре и рубабе.

### 1953
- Волчков, Николай Николаевич (1910—2003), актёр театра, впоследствии народный артист СССР[7]
- Бочавер, Леонид (Лев) Исаакович (1915—1983), актёр и режиссёр театра, впоследствии заслуженный деятель искусств ТаджССР

### 1954
- Бабакулов, Ахмад (1931—1990), оперный певец[8]

### 1956
- Усманова, Ойдиной Яхъяевна (1928—2014), актриса, певица

### 1957
- Кабирова, Лютфия Рашиджановна (1932—2013), оперная певица (сопрано)[7]

## 1960-е

### 1960
- Марат Сабирович Арипов (1935—2018)[9]

### 1963
- Мамадазизов, Мирзоазиз[тадж.] (1930-2006) — актёр и режиссёр театра

### 1964
- Сабирова, Малика Абдурахимовна (1942—1982), балерина[10]
- Харькевич, Виктор Порфирьевич, главный режиссёр Чкаловского республиканского театра кукол[11]

### 1967
- Евгений КонстантиновичЗабиякин (1909—2001) — театральный актёр, (1967)[12].
- Джурабек Муродов (р.1942), певец (тенор), композитор, исполнитель на рубабе[13].

### 1968
- Сталина Азаматова (1940—2020), актриса и балетмейстер Академического театра оперы и балета имени С. Айни[14]

## 1970-е

### 1972
- Бегбуди, Сарват Мидхатович (р. 1945), артист цирка, наездник, жонглёр на лошади, дрессировщик[15]
- Мазол (Малика) Колонтарова (р.1950) — советская артистка балета[16].

### 1974
- Абдуджалил Хашимов (р. 1944), певец, музыкант[17].
- Хасанов, Носир (1935-2021) — актёр театра и кино

### 1975
- Амин-Заде, Зебо Мухиддиновна (р. 1948) — советская и таджикская актриса, танцовщица, балетмейстер[18].

## 1980-е
- Сурайё Косимова (род. 1957) певица

### 1981
- Санат Фатахович Алимов (р. 1932), гобоист[19]
- Вершковский, Олег Иванович(р.1939), актёр[20]

### 1982
- Кадыров, Амонулло[тадж.] (1945-2020) — актёр театра

### 1984
- Салихов, Шоди (р. 1947) — актёр и режиссёр
- Алиматов, Даврон[тадж.] (1950-2014) — актёр и певец

### 1986
- Курбонали Рахмон (1954-2021) — певец

### 1987
- Бабаджон Хасанов (р. 1947) — певец, актёр театра и кино
- Дилбар Валаматзода (1952-1994) — пианистка и органистка

### 1988
- Фарух Садуллаевич Рузиматов (род. 26 июня 1963, Ташкент, СССР), артист балета
- Курбонали Ёкубов (р. 1949) — певец

### 1989
- Умар Зиёев[тадж.] (р. 1951) — певец

## 1990 — е

### 1990
- Гулямова, Фатима Хасановна (1934—2021) — актриса театра и кино.
- Парда Косим (1947—2024) — певец
- Умарова, Дильбар Усмановна (р. 1949) — актриса театра и кино.
- Касимова, Сабохат[тадж.] (1951-2023) — актриса и режиссёр театра

### 1991
- Велихова Марья Евгеньевна (р. 1943) — советская профессиональная драматическая актриса, а впоследствии — театральный педагог и театральный режиссер, профессор кафедры мастерства актёра Высшего театрального училища им. М. С. Щепкина, педагог Таджикских национальных студий по подготовке профессиональных актёров театра и кино в Высшем театральном училище им. М. С. Щепкина при Малом академическом театре.

## Год присвоения звания не установлен
- Азиза Азимова (1915—1997), актриса, балерина (не позднее 1941)[21]
- Гульсара Абдуллаева — актриса театра и кино[22]
- Хабибулло Абдуразаков — (1937—2021), актёр театра и кино[23]
- Исхакова, Барно Бераховна (1927—2001) — певица